# Округ Аштабјула (Охајо)
Аштабјула (енгл. Ashtabula County) је округ у америчкој савезној држави Охајо.

## Демографија
По попису из 2010. године број становника је 101.497, што је 1.231 (-1,2%) становника мање него 2000. године.
| Група             | 2000.          | 2010.          |
| Белци             | 95.484 (92,9%) | 92.126 (90,8%) |
| Афроамериканци    | 3.247 (3,2%)   | 3.586 (3,5%)   |
| Азијати           | 346 (0,3%)     | 375 (0,4%)     |
| Хиспаноамериканци | 2.292 (2,2%)   | 3.441 (3,4%)   |
| Укупно            | 102.728        | 101.497        |